# 아크 힐스

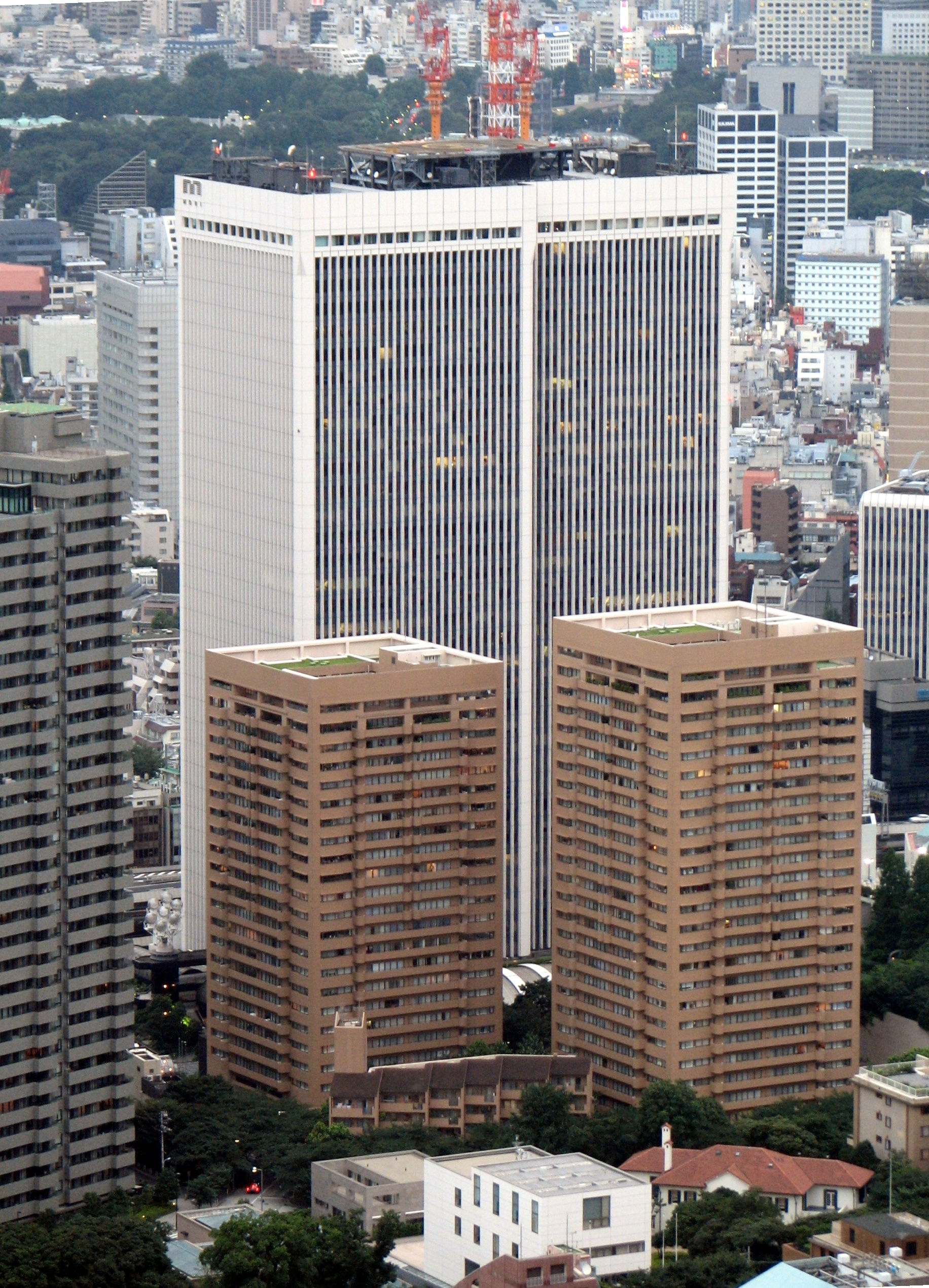
도쿄 타워에서 본 아크 힐스

아크 힐스(일본어: アークヒルズ 아크히루즈[*], 영어: ARK Hills)는 도쿄도 미나토구 아카사카 잇초메와 롯폰기 잇초메에 걸쳐 위치한 복합 시설이다. 고층 오피스 빌딩, 호텔, 공동 주택, 콘서트 홀, 방송국 등으로 구성된 복합 시설로, 1986년에 완성했다. 개발 · 운영은 모리 빌딩이 하며, 당시의 민간 도시 재개발 사업으로는 최대 규모였다.

## 같이 보기
- 도라노몬 힐스
- 롯폰기 힐스
- 아자부다이 힐스